# Olkhovski (Dnepróvskaia)
|  | Per a altres significats, vegeu «Olkhovski (Kíevskoie)». |

Olkhovski - Ольховский (rus) - és un khútor del krai de Krasnodar, a Rússia. Es troba a la vora del riu Kirpili. És a 5 km al nord-oest de Timaixovsk i a 66 km al nord de Krasnodar.
Pertany a l'stanitsa de Dnepróvskaia.